# Biskupi łuccy
Biskupi diecezji łuckiej (1375–1946 i 1998-nadal). W 1569 biskup łucki uzyskał alternatę z biskupem warmińskim.

## Biskupi włodzimierscy
| Biskupi ordynariusze – okresy rządów w diecezji włodzimierskiej | Biskupi ordynariusze – okresy rządów w diecezji włodzimierskiej | Biskupi ordynariusze – okresy rządów w diecezji włodzimierskiej |
| --------------------------------------------------------------- | --------------------------------------------------------------- | --------------------------------------------------------------- |
| Piotr                                                           | 1358 – przed 1371                                               |                                                                 |
| Hynko                                                           | 1371–1388                                                       |                                                                 |
| Izydor                                                          | 1375–1380                                                       |                                                                 |
| Mikołaj                                                         | po 1388 (ok. 1390) – 1400                                       |                                                                 |
| Grzegorz Buczkowski                                             | 1400 – ok. 1424                                                 |                                                                 |
| Andrzej Spławski, w 1425 r. przeniósł stolicę diecezji do Łucka | 1425                                                            |                                                                 |

## Biskupi ordynariusze
| Biskupi ordynariusze – okresy rządów w diecezji łuckiej | Biskupi ordynariusze – okresy rządów w diecezji łuckiej | Biskupi ordynariusze – okresy rządów w diecezji łuckiej |
| ------------------------------------------------------- | ------------------------------------------------------- | ------------------------------------------------------- |
| Rugan                                                   | 1380–1400                                               |                                                         |
| Świętosław                                              | 1404 – po 1409                                          |                                                         |
| Zbigniew z Łapanowa                                     | ok. 1409 – 1414                                         |                                                         |
| Jarosław z Lublina                                      | 1414 –                                                  |                                                         |
| Andrzej Spławski vel Andrzej z Płońska                  | 1425-?                                                  |                                                         |
| Wacław Raczkowicz                                       | 1459–1460/1462                                          |                                                         |
| Jan Łosowicz                                            | 1463–1468                                               |                                                         |
| Marcin Kreczowicz                                       | 1468–1470? (przed 1483)                                 |                                                         |
| Stanisław Stawski                                       | 1483 – ok. 1488                                         |                                                         |
| Jan Mikołaj Andruszewicz                                | 1493–1499                                               |                                                         |
| Albert Radziwiłł                                        | 1502–1507                                               |                                                         |
| Paweł Algimunt Holszański                               | 1507–1535                                               |                                                         |
| Jerzy Chwalczewski                                      | 1535–1547                                               |                                                         |
| Walerian Protasewicz                                    | 1547–1555                                               |                                                         |
| Jan Andruszewicz                                        | 1555–1567                                               |                                                         |
| Wiktoryn Wierzbicki                                     | 1567–1588                                               |                                                         |
| Bernard Maciejowski                                     | 1590–1600                                               |                                                         |
| Stanisław Gomoliński                                    | 1600–1604                                               |                                                         |
| Marcin Szyszkowski                                      | 1604–1607                                               |                                                         |
| Paweł Wołłowicz                                         | 1607–1608                                               |                                                         |
| Paweł Wołucki                                           | 1608–1616                                               |                                                         |
| Henryk Firlej                                           | 1616–1618                                               |                                                         |
| Andrzej Lipski                                          | 1618–1622                                               |                                                         |
| Stanisław Łubieński                                     | 1624–1627                                               |                                                         |
| Achacy Grochowski                                       | 1627–1633                                               |                                                         |
| Bogusław Radoszewski                                    | 1633–1638                                               |                                                         |
| Andrzej Gembicki                                        | 1638–1654                                               |                                                         |
| Jan Chryzostom Zamoyski                                 | 1654–1655                                               |                                                         |
| Jan Stefan Wydżga                                       | 1655–1659                                               |                                                         |
| Mikołaj Jan Prażmowski                                  | 1659–1666                                               |                                                         |
| Zygmunt Czyżowski                                       | 1666–1667                                               |                                                         |
| Tomasz Leżeński                                         | 1667–1675                                               |                                                         |
| Stanisław Kazimierz Dąmbski                             | 1675–1682                                               |                                                         |
| Stanisław Jan Witwicki                                  | 1682–1688                                               |                                                         |
| Bogusław Leszczyński                                    | 1688–1691                                               |                                                         |
| Franciszek Michał Prażmowski                            | 1691–1701                                               |                                                         |
| Aleksander Benedykt Wyhowski                            | 1703–1714                                               |                                                         |
| Joachim Przebendowski                                   | 1716–1721                                               |                                                         |
| Stefan Bogusław Rupniewski                              | 1721–1731                                               |                                                         |
| Jan Aleksander Lipski                                   | 1731–1736                                               |                                                         |
| Andrzej Stanisław Załuski                               | 1736–1739                                               |                                                         |
| Franciszek Antoni Kobielski                             | 1739–1755                                               |                                                         |
| Antoni Erazm Wołłowicz                                  | 1755–1769                                               |                                                         |
| Feliks Paweł Turski                                     | 1769–1790                                               |                                                         |
| Adam Tadeusz Naruszewicz                                | 1790–1796                                               |                                                         |
| Kacper Kazimierz Cieciszowski                           | 1798–1827                                               |                                                         |
| Michał Piwnicki                                         | 1827–1845                                               |                                                         |
| Kacper Borowski                                         | 1848–1871                                               |                                                         |
| Szymon Marcin Kozłowski                                 | 1883–1891                                               |                                                         |
| Cyryl Lubowidzki                                        | 1897–1898                                               |                                                         |
| Bolesław Hieronim Kłopotowski                           | 1899–1901                                               |                                                         |
| Karol Antoni Niedziałkowski                             | 1901–1911                                               |                                                         |
| Ignacy Dubowski                                         | 1916–1925                                               |                                                         |
| Adolf Szelążek                                          | 1925–1950                                               |                                                         |
| Marcjan Trofimiak                                       | 1998–2012                                               |                                                         |
| Witalij Skomarowski                                     | od 2014                                                 |                                                         |

## Biskupi koadiutorzy
| Biskup koadiutor – okresy posługi w diecezji łuckiej | Biskup koadiutor – okresy posługi w diecezji łuckiej | Biskup koadiutor – okresy posługi w diecezji łuckiej |
| ---------------------------------------------------- | ---------------------------------------------------- | ---------------------------------------------------- |
| Marcin Szyszkowski                                   | 1603–1604                                            |                                                      |
| Hieronim Stroynowski                                 | 1804–1814                                            |                                                      |
| Michał Piwnicki                                      | 1826–1831                                            |                                                      |

## Biskupi pomocniczy
| Biskup pomocniczy – okresy posługi w diecezji łuckiej | Biskup pomocniczy – okresy posługi w diecezji łuckiej | Biskup pomocniczy – okresy posługi w diecezji łuckiej |
| ----------------------------------------------------- | ----------------------------------------------------- | ----------------------------------------------------- |
| Stanisław Udrzycki                                    | 1617–1621                                             |                                                       |
| Franciszek Zajerski                                   | 1622–1632                                             |                                                       |
| Stanisław Łoza                                        | 1634–1639                                             |                                                       |
| Mikołaj Krasicki                                      | 1639–1649                                             |                                                       |
| Stanisław Czuryło                                     | 1659–1661                                             |                                                       |
| Jan Karol Czołhański                                  | 1662–1664                                             |                                                       |
| Kazimierz Zwierz                                      | 1664–1682                                             |                                                       |
| Stanisław Bedliński                                   | 1683–1689                                             |                                                       |
| Stefan Antoni Mdzewski                                | 1690–1699                                             |                                                       |
| Adam Franciszek Ksawery Rostkowski                    | 1700–1738                                             |                                                       |
| Hieronim Antoni Szeptycki                             | 1739–1759                                             |                                                       |
| Ludwik Ignacy Riaucour                                | 1749–1777                                             |                                                       |
| Franciszek Kobielski                                  | 1760–1773                                             |                                                       |
| Franciszek Komornicki, rezyd. w Ostrogu nad Horyniem  | 1774–1780                                             |                                                       |
| Jan Szyjkowski, rezyd. w Brześciu                     | 1775–1798                                             |                                                       |
| Jan Chryzostom Kaczkowski                             | 1781–1816                                             |                                                       |
| Adam Kłokocki, rezyd. w Brześciu                      | 1795–1808                                             |                                                       |
| Andrzej Chołoniewski                                  | 1804–1819                                             |                                                       |
| Jan Kanty Podhorodeński                               | 1804–1832                                             |                                                       |
| Maciej Paweł Możdżeniewski                            | 1815–1819                                             |                                                       |
| Ludwik Bartłomiej Brynk                               | 1872–1874                                             |                                                       |
| Cyryl Lubowidzki                                      | 1884–1897                                             |                                                       |
| Bolesław Hieronim Kłopotowski                         | 1897–1899                                             |                                                       |
| Antoni Karaś                                          | 1906–1910                                             |                                                       |
| Longin Żarnowiecki                                    | 1910–1915                                             |                                                       |
| Michał Godlewski                                      | 1916–1926                                             |                                                       |
| Stefan Walczykiewicz                                  | 1928–1940                                             |                                                       |